# Gofrar

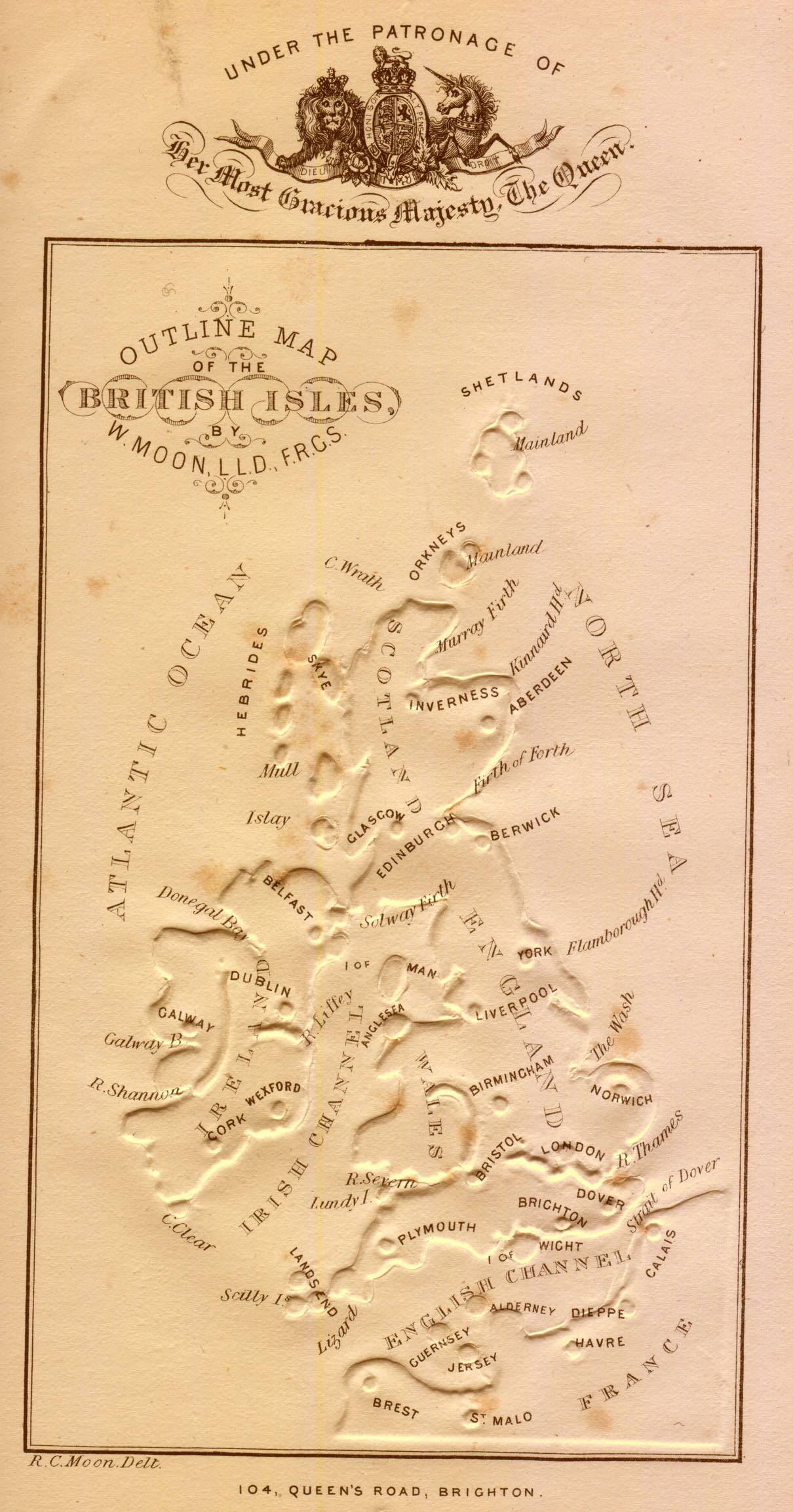
Mapa gofrat de las illes britàniques 1877

Gofrar (del fr. gaufrer), és una paraula d'origen francès adaptada a la terminologia tècnica de les arts gràfiques, en concret, dels tallers d'enquadernació. Encara que també s'utilitza com a terme en altres objectes més enllà del camp del document gràfic.
És l'acció d'estampar en sec i amb calor sobre un paper, cuir, o altres materials un motiu prèviament treballat, que un cop enretirat, donarà una sensació de relleu o de buit sobre l'objecte receptor de la pressió. Aquest efecte ornamental producte de la compressió l'anomenem gofrat o relleu en sec (del fr. Gaufrage).

## Història

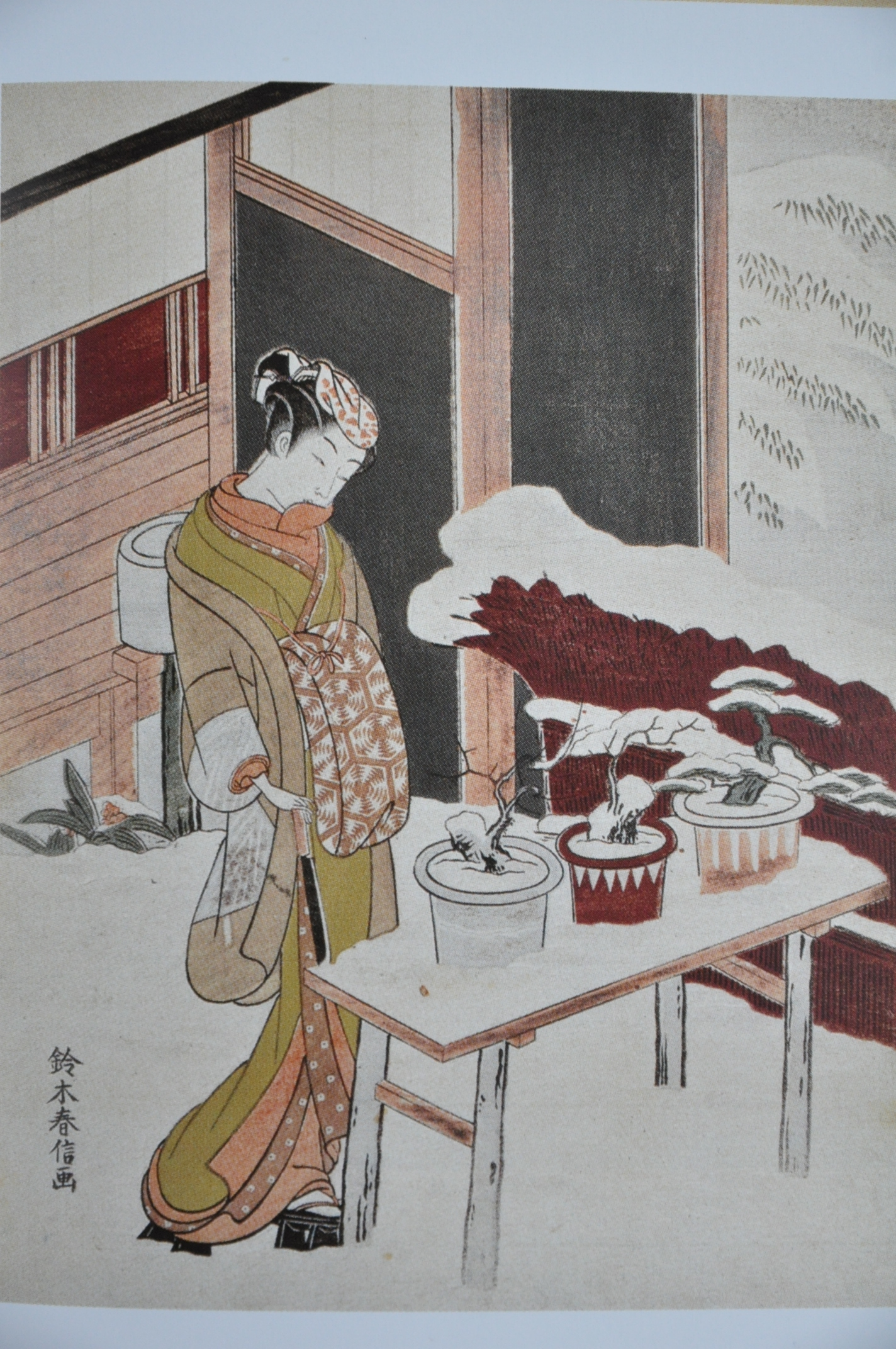
Harunobu Mitate de la història dels arbres en test

El gofrat o estampació en sec, com a mètode de reproducció d'un motiu a partir d'una superfície en principi tallada, es va comença a utilitzar a l'arxipèlag japonès des de finals del Període Heian (794-1185); constància d'això són les impressions de karasuris realitzades pels monjos budistes japonesos en tacs fusta (xilografies).
A occident, els primers gofrats, es remunten als treballs fets sobre cuir. Aquesta tècnica arriba a través de l'Al-Andalús i de la cultura islàmica. És utilitzada amb ferros amb motius geomètrics estampats en calent sobre el cuir, ricament ornamentat, anomenat cordovà. En paral·lel van apareixent altres tipologies de mobiliari, folrats amb cuir i amb gofrats.

Va tenir especial importància en l'enquadernació de llibres àrabs medievals en pell. Destacà el gofrat amb or, d'origen sirià que a través de Còrdova va ser portada a Nàpols pels reis de la corona d'Aragó, adquirint a Itàlia importància especial en l'enquadernació, figurant en els inventaris del rei Martí I d'Aragó i d'Alfons V «amb empremtes d'oripell».
Durant els segles XV i XVI, el gofrat ja pròpiament dit -l'aplicat amb rodes- té gran difusió fins a l'auge del daurat que el va relegar a segon terme en l'enquadernació francesa, però que va continuar sent molt utilitzat a la zona d'Alemanya.
L'estampació en sec sobre paper a Europa, no es va desenvolupar fins més tard. Els primers intents van aparèixer per realitzar segells impresos (Siegeldruck), es creu que per la regió de l'alt Rin (Haut-Rhin); enllà pel 1460. Segons Ollive Thomas Mabbott, en un principi aquests segells s'haurien aconseguit pressionant paper humit sobre una forma en relleu, fent que aquest penetres en els buits del motlle. Però per relleus més pronunciats es creu que van utilitzar polpa de paper o cartó pedra. Durant els següents segles, els gofrats es van anar complicant en el nombre d'elements en relleu i van incorporant colors als relleus.
Al segle xvii, a Anglaterra es comencen a realitzar gofrats amb diferents xilografies, just al mateix temps que al Japó començaren a utilitzar una tècnica molt similar, on es barrejaven elements amb relleu amb colors de forma molt efectista.
Ja avançat el segle xix en el cap de l'enquadernació hi haurà un ressorgiment del gofrat amb el moviment originat a alemanya del romanticisme. Durant aquest segle, l'estampació en relleu, fonamentalment, ja és aplicada amb planxes metàl·liques. EL seu ús va tindre també gran difusió amb l'aparició d'estampes, reproduccions d'obres d'art religiós, i amb motiu de la realització de timbrats als documents legals per evitar la seva falsificació.
A finals d'aquest segle i durant el s. XX serà una tècnica més explotada en el camp de l'experimentació artística, amb l'ús de nous i diversos materials: des del guix, de les “gipsografies” de Pierre Roche, passant per les exploracions espacials de la impressió de Mauricio Dumont, l'Atelier 17, Borís Margoi els seus experimentant amb cel·luloide retallat, o un Harold París amb les seves impressions amb resines epoxi (“epoxy prints”). D'altres com Georges Braque, Omar Rayo i Jac Youngerman van preferir utilitzar mètodes més tradicionals.

## Tècniques

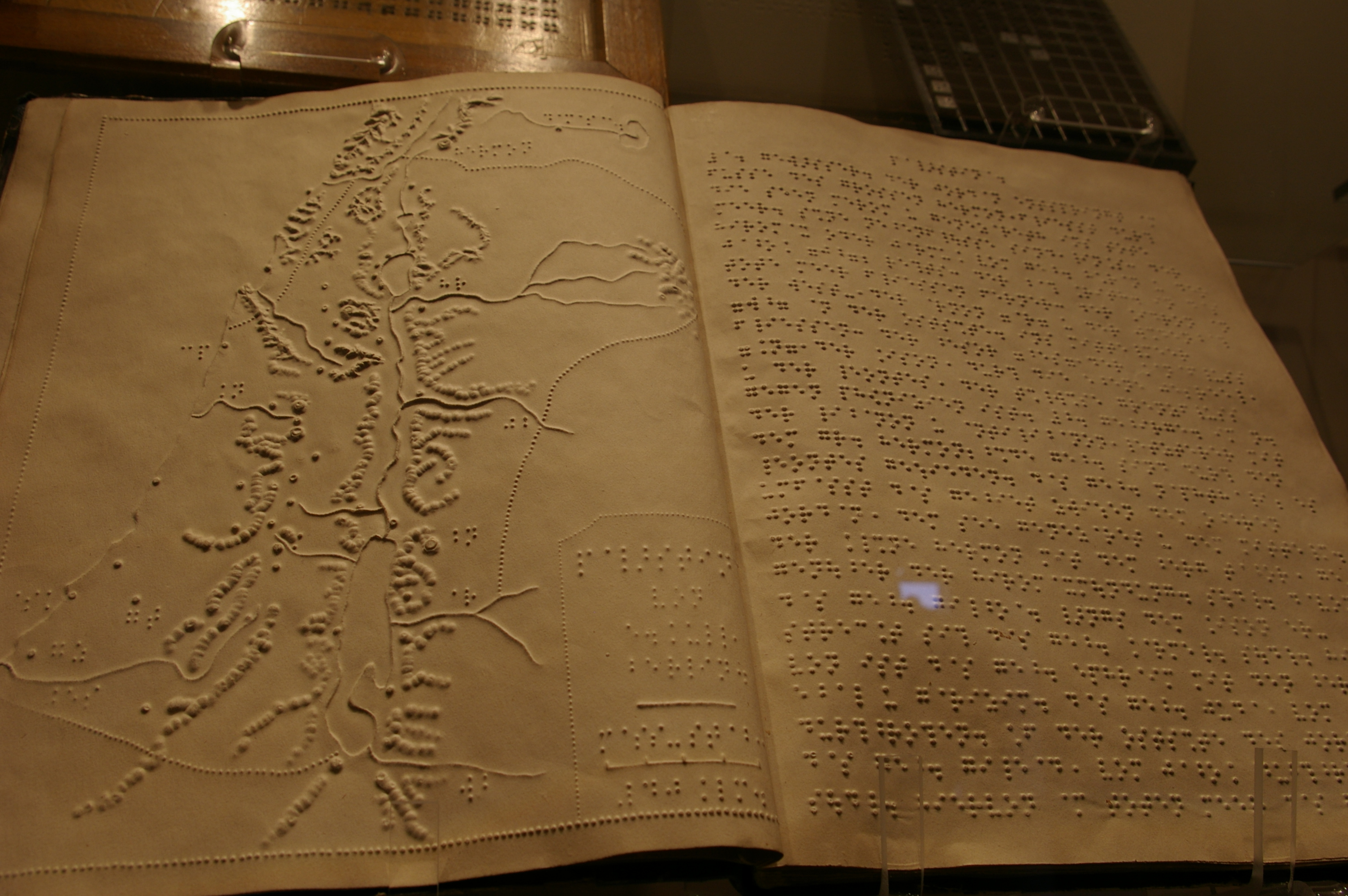
Mapa i escritura en Braile dins un llibre.

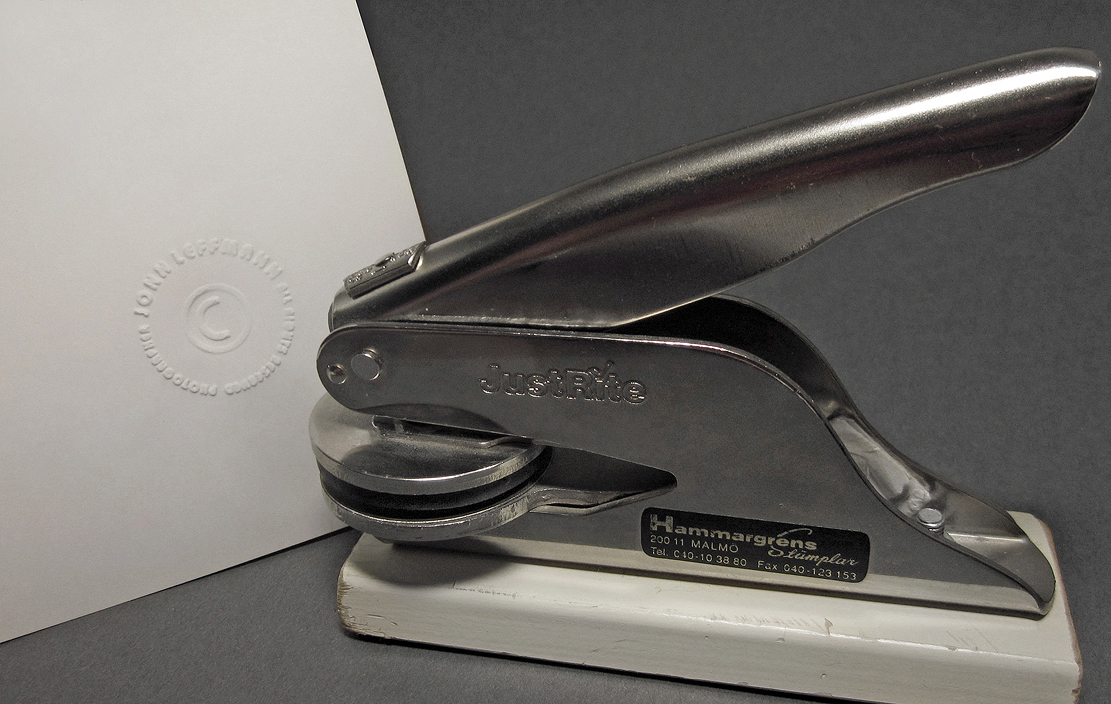
Gofrat amb l'ajuda d'unes pinces de grofar

S'utilitzen segons l'efecte que es vol aconseguir i es basen en els mateixos principis bàsics. Motiu, una matriu i control de la pressió.

### Estampació amb xilografies
Gofrats amb tacs de fusta tallada, característic de la gràfica japonesa.

### Estampació amb gravats
L'obtenció del gofrat amb una tècnica calcogràfica com la talla dolça. Es realitza comprimint el paper humit i provocant que per la pressió d'una premsa amb cilindres, aquest s'enfonsi en els buits d'una placa no entintada. El paper transformat per aquesta compressió mostra la imatge en relleu definida per un lloc de llums i d'ombres.
Es necessita l'ús de dos motlles, plans o cilíndrics sobre els que es grava en buit un, i l'altre amb relleu, es dibuixen els ornaments desitjats per ser reproduïts en paper, cuir, tela o una fulla de metall.
En el cas del cuir, prèviament també deu estar humit, i l'estampació en sec te que tindre una calor controlada. En un principi per mitjà de ferros de mà on aniran on anaven el motiu, rodes, paleres, però també amb planxes gravades. En el cuir s'aconsegueixen crear uns motius d'un color torrat, i amb baix relleu. Com amb el cas del daurat es té prèviament que preparar la pell, però només humidificant-la, si no es podria cremar.
Amb àcids o mordents, per al mètode de reproducció calcogràfica de les matrius o planxes, per aconseguir uns gofrats més pronunciats. Amb més mordent, s'utilitzen materials per al motlle més resistents als àcids, quedant més pronunciada la part lliure de reserves.
L'efecte de grofat es nota més en papers més llisos i d'alt gramatge, la pressió deurà ser més forta quan s'estampa en planxes obtingudes amb altres tècniques calcogràfiques. Això es fa augmentant la pressió del tòrcul o col·locant cartons sota la planxa.

### Estampació sobre una placa amb elements afegits
També es pot realitzar la planxa col·locant elements sobre la placa, o sigui, creant el motiu amb gruixos afegits a sobre a tall de collage. D'això resulta un gofrat menys exagerat que el del buit de la planxa i no té les mateixes possibilitats de modelatge que amb una premsa hidràulica. Però es crea un gofrat satisfactori.